# Карл II (король Испании)
Карл II Зачарованный/Околдованный (исп. Carlos II El Hechizado; 6 ноября 1661 — 1 ноября 1700) — король Испании с 17 сентября 1665 года, последний представитель дома Габсбургов на испанском престоле.
Бо́льшую часть царствования регентшей была его мать; ненадолго власть оказалась в руках его единокровного брата, дона Хуана Австрийского. Период царствования Карла — время глубокого политического и экономического кризиса в Испании, начавшегося ещё при его отце и деде; в провинциях усилился сепаратизм, в стране несколько раз был сильный голод. При мадридском дворе шла постоянная борьба аристократических группировок. Закончился золотой век испанской культуры.
Своё прозвище Карл II получил из-за бытовавшего в ту пору мнения, что его физические и психические расстройства вызваны колдовством или демоническим влиянием. Однако причиной этому стали близкородственные браки его предков. Из-за серьёзных проблем со здоровьем и бесплодия он не смог оставить после себя прямого наследника престола, что привело к пресечению испанской ветви Габсбургов и Войне за испанское наследство, по результатам которой на престол взошёл представитель французского королевского дома Бурбонов.

## Биография
Король Филипп IV от первого брака с Изабеллой Французской имел наследника Бальтазара Карлоса, который неожиданно скончался 9 октября 1646 года в 16-летнем возрасте. Его смерть вызвала серьёзный династический кризис в Испании. Единственной наследницей престола стала 8-летняя инфанта Мария Терезия. Опасавшийся смуты из-за отсутствия наследника мужского пола, овдовевший король женился на невесте умершего сына, своей племяннице 15-летней эрцгерцогине Марианне из австрийской ветви Габсбургов (политические амбиции Габсбурги ставили выше нездоровых связей в браках). От этого союза родились несколько детей, из которых выжили инфанта Маргарита Тереза и Карл.
Карл родился 6 ноября 1661 года, спустя 5 дней после смерти старшего брата Фелипе Просперо. Это рождение посчитали чудом.

### Регентство
13 сентября 1665 года здоровье короля значительно ухудшилось. На следующий день он попрощался с семьёй и напутствовал 3-летнего сына Карла: «Пусть Бог сделает тебя счастливее меня». Несколько раз Филипп IV отказался в последний раз увидеться с незаконнорождённым сыном Хуаном Хосе, чтобы не провоцировать толков о преемственности власти и выбора регента. Король скончался 17 сентября в 4:15 утра, оставив королевство в состоянии неопределённости после длительного и проблемного правления.
Регентшей по королевскому завещанию стала 30-летняя королева. Она должна была править от имени сына до его совершеннолетия (14-го дня рождения) в 1675 году, но в итоге руководила до своей смерти в 1696 году. Юный король, будучи инвалидом, мог говорить и передвигаться с большим трудом, его носили на руках до 10 лет, и регент ему был необходим. Болезненный король Карл II посещал совет, встречался с секретарями до конца своих дней, но всё большую роль играла королева Марианна, перенимающая обязанности короля, который появлялся всё реже.
В Регентский совет входили 6 представителей: Гарсия де Авельянеда и Харо из Кастильского совета, заместитель министра иностранных дел Кристобаль Креспи де Вальдаура из Совета Арагона, Гаспар де Бракамонте-Гусман из Государственного совета, испанский гранд Гильен Рамон де Монкада-и-Креспи, Великий инквизитор, кардинал Паскуаль де Арагон и архиепископ Толедо, кардинал Бальтазар Москосо-и-Сандоваль от церкви. Архиепископ Толедо скончался незадолго до короля, и его должность королева отдала Паскалю де Арагону, чтобы должность Великого инквизитора смог занять духовник и ближайший советник королевы Иоганн Эберхард Нидхард. Чтобы ввести его в регентский совет, она даровала ему испанское гражданство.
Гранды считали Нидхарда выскочкой, простонародье возмущалось запретом на театральные представления, доминиканцы были уязвлены назначением иезуита Нидхарда главой инквизиции и занятием им поста королевского исповедника. Припоминали Нидхарду и его иноземное происхождение (из семьи австрийских протестантов), приписывали близкие отношения с королевой. Из-за этого, а также из-за неуспехов Испании во внешней политике Нидхард не пользовался популярностью.
В 1666 году португальский король женился на французской принцессе. В 1667—1668 годах бушевала Деволюционная война с Францией, в результате которой испанцы лишились части Фландрии, включая города Лилль и Дуэ. Из-за возвышения Франции Испания в 1668 году была вынуждена подписать Лиссабонский договор, положивший конец 28-летней Португальской войне за независимость. Всё это порождало в испанском обществе разговоры об ослаблении международных позиций Испании.
В 1665—1668 годах узаконенный внебрачный сын покойного короля Хуан Хосе неустанно пытался получить должность в Совете. Он пользовался популярностью народа за своё происхождение и военные заслуги на Сицилии и во Фландрии. Собрав 600 всадников, он возглавил Арагонское восстание. Боясь гражданской войны, регентша согласилась сместить с должности Нидхарда в 1669 году. Занявший место Нидхарда Фернандо де Валенсуэла из низшей аристократической прослойки рассматривался недовольными придворными недостойным своего положения, а также считался любовником королевы.
В поисках союзников против Франции испанцы сближаются со своими давними врагами — Англией и Голландией. Англо-испанский договор 1670 года был призван ослабить нажим флибустьеров в Вест-Индии на испанские корабли. В этот же год Испания теряет колонии в Вест-Индии, в том числе и Ямайку, которая становится английской колонией.
Когда королю исполнилось 14 лет, он попытался остановить регентство и назначить премьер-министром своего внебрачного брата дона Хуана Хосе. Партия королевы взяла верх, дона Хуана отправили в Мессину, а регентство продлилось ещё на два года.

### Самостоятельное правление
В начале 1677 года в результате успешного дворцового переворота, во главе которого номинально стоял 16-летний король Карл II, Фернандо де Валенcуела был выслан на Филиппины, а королева-мать ушла в монастырь. Хуан Хосе получил пост премьер-министра и начал проводить экономические реформы. Несмотря на свою популярность, он скоро потерял поддержку населения, поскольку проводил профранцузскую политику. По Нимвегенскому миру в 1678 году, завершившему Голландскую войну Испания потеряла Франш-Конте, Валансьен, произошёл обмен землями во Фландрии, на Сицилии вспыхнуло восстание.
После смерти Хуана в 1679 году королева вернулась ко двору, но уже не являлась регентшей в силу совершеннолетия Карла. Однако она продолжала играть существенную роль в государственных делах до своей смерти в 1696 году. Незадолго до своей смерти Хуан Хосе устроил брак Карла II с Марией Луизой Орлеанской, племянницей французского короля Людовика XIV.
Ставший королём в 3-летнем возрасте Карл был болезненным ребёнком, отчего окружение опасалось его смерти в молодом возрасте и не заботилось воспитанием его по части государственного управления. Королю хватило рассудительности назначить на ключевые должности хорошо подготовленных людей. Первые меры были направлены на снижение инфляции, дефицита казны.
В феврале 1680 года первым министром стал Хуан Франсиско де ла Серда. Он продолжил политику Хуана Хосе, проведя финансовую реформу, приведшую к банкротству части высшей аристократии, но стабилизировавшую денежную систему страны. В тот же год была создана Великая хунта, расследовавшая деятельность инквизиции. В результате были предположительно раскрыты настолько неприглядные дела, что Великий инквизитор Диего де Вальядарес убедил короля сжечь обвинительный документ.
В ходе франко-испанской войны французы вторглись в Каталонию и Наварру; ополчение оказало сопротивление, но испанцы были разбиты на реке Тер. В июне 1684 года пал Люксембург, который вместе с Эльзасом и Фландрией отошёл Франции, по Регенсбургскому мирному договору. 
В 1685 году герцог Мединасели ушёл в отставку из-за экономических и политических неудач. Его должность занял Мануэль Хоакин Альварес де Толедо, граф Оропеса, который продолжил практику назначения на должности знающих людей, не руководствуясь родовитостью. Под его руководством было создано Генеральное управление королевской гасиенды под председательством маркиза Велеса для расчёта необходимых и излишних трат. Эти меры сняли давление на подданных и положили конец последовательным банкротствам предыдущих трёх правителей, а также заложили основы постепенному профициту.
Помимо противостояния с аристократией и церковью, недопонимания короля и его новой жены Марии Анны Пфальц-Нойбургской, разразилась новая война с Францией, в результате которой по Регенсбургскому мирному договору 1684 года Испания потеряла Люксембург.
В 1688 году Испания подтвердила владение Сеутой, городом в Северной Африке. С 1415 по 1580 годы город был в составе Португалии, после объединения стран был во владении Испании, а после отделения Португалии остался в составе Испании.
В 1691 году после отставки премьер-министра Опоресы Карл II управлял без премьер-министра, разделив страну на 4 наместничества. Их начальники должны были заведовать всеми делами. По этому правилу в 1694 году чиновники лишались трети жалования, все жители обязаны были доставить правительству субсидии пропорционально своему имуществу, каждая группа из 10 человек — поставить по 1 солдату для ведения войны в Каталонии; при этом казна получала мало средств и происходили злоупотребления.
Война Аугсбургской лиги складывается для Испании неудачно. Французы вторгаются в Каталонию, берут Барселону (1691 год и 1697 год), Росас (1693 год) и Жирону (1694 год), во Фландрии пали Намюр (1692 год), Динан (1695 год) и обстреливался Брюссель. Рейсвейкский мир 1697 года вернул Испании Каталонию, Люксембург, Монс и Куртрэ, но передал Франции западную часть Санто-Доминго.
Страна в течение 35-летнего царствования Карла пережила один из самых тяжёлых периодов истории. Она была разорена вследствие полного развала управления, взяточничества, казнокрадства и военных поражений. Постоянные неудачные войны не позволяли провести крупные реформы, в которых нуждалась страна. Международный престиж Испании был подорван, и она превращалась во второразрядную европейскую страну. Одновременно закончился золотой век испанской культуры.

### Завещания короля и смерть
Здоровье Карла всегда было так слабо, что первый тайный договор о разделе испанского наследства между императором Священной Римской империи и французским королём был заключён ещё в 1668 году, через три года после вступления Карла на престол. Новый договор был заключён в 1698 году, подобные тайные переговоры продолжались до кончины Карла. Из-за отсутствия у него наследника престола при дворе плелись интриги.
В последние годы Карл II, чьё состояние быстро ухудшалось, озаботился наследованием престола: он завещал его сначала своему внучатому племяннику Иосифу Фердинанду Баварскому, а после смерти его в детском возрасте в феврале 1699 года — Филиппу, герцогу Анжуйскому, внуку Людовика XIV, который приходился Карлу II тоже внучатым племянником и имел в роду больше испанских предков, чем его соперники. Эту кандидатуру поддержал кардинал Портокарреро. Мария Нойбургская, вторая жена Карла II, настаивала на кандидатуре своего племянника, эрцгерцога Карла, что также поддерживали протестантские Англия и Нидерланды, соперники Испании в XVII веке, пытавшиеся помешать установлению гегемонии Франции в Европе. Завещание было составлено вопреки давлению проавстрийски настроенной Марии Нойбургской и по совету папы Римского и архиепископа Толедского. (Завещание Карла оговаривало наследие всей страны целиком, тогда как тайные переговоры за спиной Испании предусматривали раздел государства).
В сентябре 1700 года здоровье короля ухудшилось, он слёг. Кардинал Порто-Карреро побудил его написать завещание, которое оставалось в тайне до кончины короля. Карл II, последний из рода испанских Габсбургов скончался 1 ноября 1700 года в возрасте 38 лет (выглядел старше своих лет). По свидетельству придворного медика, на трупе Карла «не было ни капли крови, сердце оказалось размером с перец, лёгкие разъедены, кишечник гнилой и гангренозный, одно яичко было чёрным, как уголь, а голова полна водой».
Король был похоронен в Королевском пантеоне Эскориала рядом с предками.

Наследником трона был провозглашён Филипп, герцог Анжуйский (будущий король Филипп V), что, однако, не предотвратило Войну за испанское наследство.

## Семья
Первая супруга — Мария Луиза Орлеанская (1662—1689), племянница Людовика XIV, дочь Филиппа Орлеанского и Генриетты Анны Стюарт. Невеста была выбрана по совету его старшего брата и регента Хуана Хосе. Свадьба состоялась 19 ноября 1679 года. Король был нежно привязан к супруге, отчего её ранняя смерть в 1689 году потрясла его. Слухи о её отравлении королевой-матерью Марианной остались бездоказательны. Из-за отсутствия наследника молодая королева совершала паломничества, однако это ей не помогло. Детей в этом браке не было.
Вторая супруга — Мария Анна Пфальц-Нойбургская (1667—1740), дочь Филиппа Вильгельма Нойбургского и родственница императора Священной Римской империи Леопольда I, который был женат на её сестре. Свадьба состоялась 4 мая 1690 года. Брак был заключён по политическим мотивам, между супругами отсутствовали интимные отношения, поэтому у них не было детей. Королева участвовала в политических и придворных интригах; овдовев, остаток своей долгой жизни провела в Испании.

## Личность и здоровье
Карл II с рождения был инвалидом, поражённым самыми разнообразными заболеваниями, включая эпилепсию. Это было вызвано многочисленными близкородственными браками между испанской и австрийской ветвями Габсбургов. Коэффициент инбридинга Карла II был 25 %: такой же показатель у детей, родившихся в результате инцеста между братом и сестрой. В то время как обычный человек в пятом поколении имеет 32 различных предка, у Карла II по причине близкородственных браков в роду их насчитывалось только 10, и все 8 прадедов и прабабушек произошли от Хуаны I Безумной.
Карл II до 4 лет не мог говорить, до 8 — ходить, до 10 — читать. Из-за недалёкости, белокурых волос, бледного и меланхоличного лица он описывался современниками очаровательным ребёнком. Королева-мать Марианна и придворные заботились только о том, чтобы следить за здоровьем (это сводилось не столько к лечению, сколько к экзорцизму, «снятию порчи») и не перетруждать больного ребёнка. В результате до десяти лет с ним обращались как с младенцем и затем ещё долго ничему не обучали, что плохо сказалось на его умственном развитии. В 1667 году королевским воспитателем был назначен Франсиско Рамос дель Мансано. Отмечалось, что «король был деликатного темперамента. Чаще всего он проводил целые дни в своём дворце, играя в бирюльки или какие-нибудь детские игры со своими карликами; у него не было никаких других забот, кроме соблюдения дворцового этикета и механического исполнения религиозных обрядов». Карл II знал испанский, но чаще использовал французский язык, немного говорил по-немецки.
Карл II имел врождённые уродства — длинные нижняя челюсть и язык впоследствии мешали ему членораздельно говорить и жевать пищу. У короля была непропорционально большая голова и высокий рост — 1,92 м.
Апостольский нунций так описал 20-летнего короля:
«Король скорее роста низкого, чем высокого, дурно сложен, некрасив; у него длинная шея, вытянутое лицо с выпяченным лбом; характерная австрийская губа; небольшие бирюзово-голубые глаза, нежная кожа. Волосы светлые и длинные зачёсаны назад так, что видны уши. Он не может выпрямиться и ходит, опираясь о стену, стол или что-то ещё. Его тело так же слабо, как и его разум. Время от времени он выдаёт признаки ума, памяти и некоторой живости, но не всегда; обычно он выглядит медлительным и равнодушным, неуклюжим и ленивым, ошеломлённым. С ним можно делать всё, что угодно, поскольку ему не достаёт собственной воли».
Прозвище «Зачарованный» (El Hechizado) король получил из-за бытовавшего в ту пору поверья, будто его физические и психические расстройства вызваны колдовством или демоническим влиянием. В июле 1699 года по совету духовника к нему начали применять экзорцизм, — разумеется, здоровье короля после этого не улучшилось.
У Карла II не произошло половое созревание из-за синдрома Клайнфельтера. Кроме золотухи, лихорадки, размягчения костей и эпилепсии, также страдал от диареи, частой рвоты, и проблем в сексуальной сфере (первая супруга жаловалась на преждевременную эякуляцию, вторая — на импотенцию). Как утверждают современные исследователи, четвёртая часть генома монарха была гомозиготной, что делало его более уязвимым для болезней. В последние годы жизни у короля участились эпилептические припадки, он с трудом держался на ногах и страдал от галлюцинаций. Скончался король в муках, страдая мигренями, в возрасте 38 лет.

## Память
- В его честь были названы основанный в 1666 году город Шарлеруа (Бельгия) и его главная площадь.
- Каролинские острова в Тихом океане

### Художественная литература
- 1837 — пьеса «Carlos II» драматурга романтизма Антонио Хиль-и-Сарате.
- 1844 — пьеса «Дон Сезар де Базан[фр.]» А. Ф. Д’Эннери и Ф. Ф. Дюмануара по мотивам «Рюи Блаз» (1839) В. Гюго.
- 1864 — роман Александра Дюма-отца «Две королевы».
- 1949 — «Los usurpadores» Рамона Х. Сендера.
- Одно «заклинание» Франсиско Аялы.

### Кинематограф
- 1909 — «Дон Сезар де Базан» (Франция); в роли Карла II — Чарльз Краусс.
- 1957 — «Дон Сезар де Базан» (СССР); в роли Карла II — Николай Боярский.
- 1976 — «Дон Сезар де Базан» (Испания, Франция) режиссёра Ж-П. Маршана[фр.]; в роли Карла II — Симон Эн.
- 1989 — «Дон Сезар де Базан» (СССР); в роли Карла II — Юрий Богатырёв.